# Alexander Demandt
Alexander Demandt (Marburgo, 6 giugno 1937) è uno storico dell'antichità e studioso delle civiltà, figlio di Karl Ernst Demandt, dell'Archivio di stato assiano, vincitore del Premio Goethe.

## Biografia
Demandt ha studiato storia e filologia latina a Tubinga, a Monaco di Baviera e a Marburgo.
Nel 1959 ha partecipato a campagne di scavo sul sito dello Heuneburg e nel 1960, a Marburgo, ha potuto iniziarsi allo studio della lingua celtica irlandese e avvicinarsi allo studio delle vestigia celtiche della Borgogna e della Gallia meridionale.
Ha ricevuto il dottorato nel 1963 sul tema Critica del presente e storia in Ammiano Marcellino (Zeitkritik und Geschichtsbild bei Ammianus Marcellinus), pubblicata poi come Zeitkritik und Geschichtsbild im Werk Ammians.
Dal 1964 al 1965, ha usufruito una borsa di studio dell'Istituto archeologico germanico che gli ha consentito tra l'altro di seguire, nel 1964, un itinerario di studio comprendente Pergamo e la Galazia.
In seguito ha insegnato a Francoforte sul Meno, a Kiel e a Costanza, dove ha ottenuto l'Habilitation all'insegnamento con una dissertazione sul Magister militum.
Dal 1974 al 2005, Demandt è stato professore di Storia antica presso l'Istituto Friedrich Meinecke della Libera Università di Berlino, dove ricopre attualmente la posizione di emerito, dopo avervi tenuta l'ultima lezione il 14 luglio 2005.
Il suo lavoro si concentra sul mondo romano e sulla tarda antichità, con attenzione particolare a tematiche come il declino delle civiltà, il vandalismo culturale, il pensiero storico, la filosofia della storia e la storia della scienza.
Nel 2003 gli è stato conferito il prestigioso riconoscimento dell'Ausonius-Preis (Premio Ausonio).

## Opere
Disponibili in italiano
- Theodor Mommsen, i Cesari e la decadenza di Roma. La scoperta della "Römische Kaisergeschichte" (con Barbara Demandt), a cura di Paolo Vian, Roma, Unione Internazionale degli Istituti di Archeologia, Storia e Storia dell'Arte in Roma, 1995 (titolo originale: Theodor Mommsen. Römische Kaisergeschichte, 1992)

Il libro nasce da un evento imprevisto accaduto all'autore nel 1980: la casuale scoperta, in una bottega antiquaria, di un manoscritto contenente la trascrizione delle lezioni originali sull'Impero romano tenute da Mommsen negli anni dal 1863 al 1886, fedelmente compitata da due allievi. Il volume contiene l'edizione commentata e annotata del manoscritto, un tentativo di integrare il séguito della Römische Geschichte: quella Römische Kaisergeschichte che Mommsenn non scrisse mai.
- Piccola storia del mondo, Donzelli, 2004, ISBN 88-7989-845-0 (titolo originale: Kleine Weltgeschichte. Die ganze Weltgeschichte in einem Band, 2003 (Anteprima limitata su Google books)

«Un'immagine della storia del mondo, così come si presenta oggi a un uomo dell'Europa occidentale»: da questa prospettiva si sviluppa un percorso che parte dalle antiche visioni cosmogoniche e dall'interazione e lo scontro di antichi popoli e culture per giungere, attraverso il declino e l'avvicendamento di civiltà, al fenomeno novecentesco della democrazia cosmopolita, e agli esperimenti fondamentalistici di esportazione, con mezzi anche militari, del modello sotteso. Il libro, che si apre con la visione onirica del Somnium Scipionis ciceroniano, si chiude con la considerazione del destino cosmico della Terra e del nostro sistema planetario, legato all'ipertrofia, al declino e alla caduta del suo astro.
- Processare il nemico: da Socrate a Norimberga, con K. Meyer e K. Rosen, a cura di Pier Paolo Portinaro, Einaudi, 1996 ISBN 978-88-06-13732-8

Il volume raccoglie alcune conferenze da un ciclo berlinese (1988-1989), sul tema del processo politico nella storia, da quelli contro la sovversività della parola (processo a Socrate, processo a Gesù, processo a Galileo) fino ai processi novecenteschi, sia interni ai totalitarismi, come le purghe staliniane, sia di condanna ai regimi dittatoriali, come il processo di Norimberga
- I Celti, Il Mulino, 2003 (titolo originale: Die Kelten, 1998) ISBN 88-15-09306-0

Un'introduzione al mondo celtico, dalle origini fino alla sottomissione romana e alla sopravvivenza tardo antica e medioevale, in un excursus che prende in considerazione i problemi filologici, archeologici, politici, religiosi e socio-culturali della civiltà celtica.
Opere in lingua originale
- 2012: Pontius Pilatus, Beck, München
- 2011: Philosophie der Geschichte: Von der Antike zur Gegenwart, Böhlau, Köln
- 2007: Über die Deutschen. Eine kleine Kulturgeschichte
- 2005: Ungeschehene Geschichte. Ein Traktat über die Frage: Was wäre geschehen, wenn ... ? (Kleine Reihe Vandenhoeck & Ruprecht Band 4022). 4. ergänzte Auflage, Verlag Vandenhoeck & Ruprecht, Göttingen
- 2005: Sieben Siegel. Essays zur Kulturgeschichte, Böhlau, Köln, ISBN 3-412-20305-X
- 2003: Kleine Weltgeschichte. Die ganze Weltgeschichte in einem Band, C.H. Beck, München, ISBN 3-406-50821-9
- 2002: Zeit und Unzeit. Geschichtsphilosophische Essays (Historica Minora 2), Köln
- 2002: Über allen Wipfeln. Der Baum in der Kulturgeschichte, Böhlau, Köln, ISBN 3-412-13501-1
- 2000: Sternstunden der Geschichte, C.H. Beck, München, ISBN 3-406-46649-4
- 1999: Hände in Unschuld. Pontius Pilatus in der Geschichte, Böhlau, Köln, ISBN 3-412-01799-X

- 1999: Stätten des Geistes. Große Universitäten Europas von der Antike bis zur Gegenwart, Köln
- 1998: Die Kelten, München (Beck'sche Reihe Wissen 101), ISBN 3-406-43301-4
- 1998: Geschichte der Spätantike, München
- 1997: Vandalismus. Gewalt gegen Kultur, Berlin: Siedler, ISBN 3-88680-624-3
- 1997: Das Ende der Weltreiche (come redattore)
- 1997: Geschichte der Geschichte. Wissenschaftshistorische Essays (Historica Minora 1), Köln
- 1996: Das Privatleben der römischen Kaiser
- 1996: Das Attentat in der Geschichte
- 1995: Mit Fremden leben, München
- 1995: Antike Staatsformen, Berlin
- 1994: Der Fall Spengler (con J. Farrenkopf)
- 1993: Der Idealstaat, Köln
- 1993: Endzeit?, Berlin
- 1992: Theodor Mommsen. Römische Kaisergeschichte, München (con Barbara Demandt)
- 1992: Sokrates antwortet
- 1990: Deutschlands Grenzen in der Geschichte, München
- 1990: Eduard Meyer (con W. Calder)
- 1989: Macht und Recht. Große Prozesse in der Geschichte, München
- 1989: Die Spätantike, München (Handbuch der Altertumswissenschaft)
- 1984: Ungeschehene Geschichte, Göttingen
- 1984: Der Fall Roms, München
- 1978: Metaphern für Geschichte, München
- 1972: Geschichte als Argument, München
- 1970: Verformungstendenzen in der Überlieferung antiker Sonnen- und Mondfinsternisse
- 1965: Zeitkritik und Geschichtsbild im Werk Ammians (tesi di dottorato)